# 수의사 두리틀
《수의사 두리틀》(일본어: 獣医ドリトル)은 나츠 미도리 원작·치쿠야마 키요시 작화에 의한 일본의 만화 작품이다.

## 등장인물

### 톳토리 동물 병원
톳토리 켄이치
원장. 통칭 두리틀. 칸토 수의 대학 졸업. 토미자와 교수의 제자.
타지마 아스카

### 톳토리가(家) 및 관련 인물
톳토리 준이치
슈이치와 켄이치의 아버지로, 개업의.
톳토리 슈이치
켄이치의 형.
톳토리 소이치로
슈이치와 켄이치의 할아버지로, 맘모스 병원 버드 종합 의료 센터의 이사장.
루카와 하미토

### 하나비시 애니멀 호스피털 외
하나비시 마사루
원장. 두리틀과는 대학 동기로 라이벌 관계.
하나비시 사토루
마사루의 아버지.
후도 루미
트리머.
하세가와
전 엠퍼러 동물 병원 수의사.
타베

### 엠퍼러 그룹
도몬 타이조
엠퍼러 동물 병원 그룹의 총 원장.
도몬 유조
타이조의 아들로, 엠퍼러 동물 병원 도쿄 본원의 원장.

### 그 외 수의사
하토야마 카케루
하토야마 견묘 병원 원장.

### 칸토 수의 대학
토미자와 타비오
교수. 두리틀과 하나비시의 은사로, 두리틀의 이해자.
벳푸
토미자와의 선배.
시로노 하루히코
학생.
미토 준페이
도몬 유조의 남동생.
카네코 미네코
학생.

### 동물원·수족관
소야 하나코
두리틀 등의 후배로, 파라다이주 동물원의 전속 수의사.
반도
수족관 〈오션 토피아〉의 돌고래 사육 담당.

### 츠보카비 대책 팀
유리 스구루
노벨 의학 생물학상 후보로, 유명한 제도 대학의 조류 학자.
세이아 카케루

라나 올드풀
미국 윗슨 대학 부속 츠보카비 대책 연구소의 주임 연구원.

### 텔레비전 업계
시라카와
〈석양 텔레비전〉의 여성 리포터.
미타 미카
수퍼 모델.

### 공무원
히로오카
경찰서에서 교통 안전 계를 맡고 있는 여성 경찰관.
오치아이
히로오카의 상사.
츠보리
보건소 계장.
카모가와
보건소 직원.
킹
두리틀의 소년 시절, 살고 있던 플로리다의 어느 지구를 관할하고 있던 경찰서의 경관.

### 출입 업자
토야마
제약 도매 〈의연약 주식회사〉의 영업 담당.
야쿠시지
대형 제약 회사에서 프리터를 거쳐 제약 도매 〈의연약 주식회사〉로 전향.
에사시 후토
펫 용품점 〈에사시 사료점〉에서 일하고 있다.
미나미 카게로
〈천우 해충 구제 서비스〉에서 일하고 있다.

### 그 외
키리에
도시락 가게 점원.
시이나 타케시
초등학생.
제이드
두리틀의 소년 시절 걸프렌드.

## 주요 시설
톳토리 동물 병원
두리틀이 경영하고 있는 동물 병원.
칸토 수의 대학
두리틀이나 하나비시, 소야가 다닌 대학.
하나비시 애니멀 호스피털
하나비시 마사루가 할아버지의 자금을 얻어 개업한 동물 병원.
파라다이주
소야 하나코가 수의사로 일하고 있는 동물원.

## 텔레비전 드라마
2010년 10월 17일부터 12월 19일까지 TBS 계열의 〈일요극장〉 시간대에서 방송되었다. 주연은 오구리 슌.
캐치프레이즈는, 〈펫은, 치유인가. 비즈니스인가.〉.

### 캐스트
- 톳토리 켄이치 - 오구리 슌
- 타지마 아스카 - 이노우에 마오
- 하나비시 마사루 - 나리미야 히로키
- 후도 루미 - 후지사와 에마 (우정 출연)
- 도몬 유조 - 카사하라 히데유키
- 도몬 준페이 - 스다 마사키
- 도몬 미사 - 야마구치 미야코
- 도몬 타이조 - 쿠니무라 준
- 토미자와 교수 - 이시자카 코지

### 스태프
- 각본 - 하시모토 히로시
- 음악 - 하케타 타케후미
- 주제가 - 오다 카즈마사 〈굿 바이〉 (아리오라 재팬)
- 삽입곡 - miwa 〈유실물〉 (Sony Records)
- 동물 의료 감수 - 오가와 히로유키 (일본 동물 고도 의료 센터)
- 기획 협력 - PPM
- 협력 프로듀서 - 미타 마나미
- 프로듀서 - 세토구치 카츠아키
- 연출 - 이시이 야스하루, 츠보이 토시오, 오오사와 유키
- 제작 저작 - TBS

### 방송 일자
| 장                                                          | 각 화  | 방송일           | 부제                                        | 연출            | 시청률 | 제재가 된 원작                                                                                 |
| ----------------------------------------------------------- | ------ | ---------------- | ------------------------------------------- | --------------- | ------ | ---------------------------------------------------------------------------------------------- |
| 제1장                                                       | 제1화  | 2010년 10월 17일 | 살려라!! 소리 없는 생명                     | 이시이 야스하루 | 16.0%  | 카르테 1 〈수의사는 비즈니스!?〉, 카르테 15 〈리셋〉, 카르테 36 〈의료 사고〉                  |
| 제1장                                                       | 제2화  | 10월 24일        | 생명을 맡는 각오                            | 이시이 야스하루 | 13.3%  | 카르테 7 〈펫 로스 증후군〉, 카르테 20 〈돌고래의 소리〉                                       |
| 제1장                                                       | 제3화  | 10월 31일        | 몬스터 사육주                               | 츠보이 토시오   | 14.2%  | 카르테 5 〈온리 원〉, 카르테 〈몬스터〉, 카르테 70 〈그 남자, 악덕 수의사〉                    |
| 제2장                                                       | 제4화  | 11월 14일        | 살려라 사랑에 목숨을 건 노라견              | 오오사와 유키   | 14.5%  | 카르테 6 〈한 사람과 일원〉, 카르테 55 〈그랑프리견의 사랑〉                                   |
| 제2장                                                       | 제5화  | 11월 21일        | 비둘기가 잇는 50년 너머의 부부애            | 이시이 야스하루 | 11.5%  | 카르테 31 〈귀소 본능〉, 카르테 66 〈동물 병원에서 사랑을 담아〉, 카르테 73 〈요통을 가진 개〉 |
| 제2장                                                       | 제6화  | 11월 28일        | 아이들에게 닿아라!! 돼지 부자의 목소리      | 츠보이 토시오   | 13.2%  | 카르테 25 〈도망자〉                                                                           |
| 제2장                                                       | 제7화  | 12월 5일         | 조수 실격!! 진짜 애정                       | 오오사와 유키   | 12.1%  | 카르테 19 〈사랑의 행방〉, 카르테 22 〈목숨을 죽이는 예방약〉                                  |
| 최종장                                                      | 제8화  | 12월 12일        | 최종장~안락사                               | 이시이 야스하루 | 13.2%  | 카르테 33, 34 〈안락사〉                                                                       |
| 최종장                                                      | 최종화 | 12월 19일        | 안녕 두리틀!! 충격의 라스트와 눈물의 결단!! | 이시이 야스하루 | 12.5%  | 카르테 26 〈회전하는 개〉, 카르테 63 〈인축공통전염병〉, 카르테 75, 76 〈공혈견〉              |
| 평균 시청률 13.5% (시청률은 칸토 지구·비디오 리서치사 조사) |        |                  |                                             |                 |        |                                                                                                |

- 첫회는 20분 확대 (21:00 ~ 22:14).
- 제3화는 30분 지연 (21:30 ~ 22:24).
- 최종회는 15분 확대 (21:00 ~ 22:09).

| TBS 일요극장                           | TBS 일요극장                            | TBS 일요극장                        |
| 이전 작품                              | 작품명                                  | 다음 작품                           |
| -------------------------------------- | --------------------------------------- | ----------------------------------- |
| GM~춤춰라 닥터 (2010.7.18 ~ 2010.9.19) | 수의사 두리틀 (2010.10.17 ~ 2010.12.19) | 겨울의 벚꽃 (2011.1.16 ~ 2011.3.20) |